# Nazionale Lombardia Foot-Ball Club 1912-1913
Questa pagina raccoglie le informazioni riguardanti il Nazionale Lombardia Foot-Ball Club  nelle competizioni ufficiali della stagione 1912-1913.

## Rosa
| N. |                   | Ruolo | Calciatore       |
| -- | ----------------- | ----- | ---------------- |
|    | Italia (bandiera) | A     | Boschetti        |
|    | Italia (bandiera) | A     | Marco Caimi (II) |
|    | Italia (bandiera) | A     | Crotti           |
|    | Italia (bandiera) | D     | Mario Fallai     |
|    | Italia (bandiera) | C     | Giulio Ferrari   |
|    | Italia (bandiera) | C     | Carlo Galbiati   |
|    | Italia (bandiera) | A     | Carlo Maggi      |

| N. |                   | Ruolo | Calciatore          |
| -- | ----------------- | ----- | ------------------- |
|    | Italia (bandiera) | P     | Dante Patani (I)    |
|    | Italia (bandiera) | A     | Osvaldo Patani (II) |
|    | Italia (bandiera) | D     | Luigi Pirovano      |
|    | Italia (bandiera) | C     | Reoli               |
|    | Italia (bandiera) | A     | Rossi (II)          |
|    | Italia (bandiera) | C     | Erino Rossi (I)     |
|    | Italia (bandiera) | A     | Ugazio              |